# Tenualosa reevesii
Tenualosa reevesii és una espècie de peix pertanyent a la família dels clupeids.

## Descripció
- Pot arribar a fer 61,6 cm de llargària màxima (normalment, en fa 40) i 5.000 g de pes.
- Nombre de vèrtebres: 44-45.
- 3 espines i 14-15 radis tous a l'aleta dorsal i 2 espines i 16-18 a l'aleta anal.[5][6][7][8]

## Alimentació
Menja rotífers i crustacis planctònics (com ara, Cyclopoida i d'altres copèpodes).

## Hàbitat
És un peix d'aigua dolça, salabrosa i marina; pelàgic-nerític; anàdrom i de clima tropical (31°N-5°N, 95°E-123°E) que viu entre 0-50 m de fondària.

## Distribució geogràfica
Es troba a la Xina i l'illa Phuket (Tailàndia).

## Longevitat
Pot assolir els 8 anys.

## Observacions
És inofensiu per als humans.